# Friedrich Heckermann
Friedrich Heckermann (* 6. Januar 1891 in Hüsede; † 1959) ist ein deutscher Gerechter unter den Völkern. Er wurde im Jahr 2019 in Jerusalem postum für die Rettung von Juden während der nationalsozialistischen Herrschaft ausgezeichnet.

## Leben
Heckermann war mit Danuta Heckermann (geb. Roland) in zweiter Ehe verheiratet, welche ebenfalls als Gerechte unter den Völkern ausgezeichnet wurde. Aus der bereits vorehelichen Beziehung entstand die Tochter Adela Roland, die ebenfalls in der Liste der Gerechten unter den Völkern von Yad Vashem unter der Nummer 13.400 wie ihre Eltern geführt wird.